# Kognitivna pristranskost
Kognitivna pristanskost je sistematično (nenaključno, torej predvidljivo) odstopanje od postavk racionalnosti v presojanju ali odločanju.
Psihologija razlaga te pristranskosti z našo težnjo, da uporabljamo neprimerne hevristike, s katerimi se spopadamo s premalo podatki, pomanjkanju izkušenj in omejitvami pri obdelavi informacij.

## Nekatere kognitivne pristranskosti
- Sidranje (ang. anchoring bias): močan vpliv že pridobljenih informacij na nadaljnje odločanje.[2]
- Pridružitev večinskemu mnenju (ang. bandwagon effect): lažje sprejmemo mnenje, ki so ga sprejeli že drugi.[2]
- Slepa točka: lažje vidimo pristranskosti pri drugih kot pri sebi.[2]
- Familiarnostna pristranskost: dajanje prednosti že znanim zadevam kot neznanim.[2]
- Pristranskost okvirjanja: tendenca, da temeljimo naše odločitve na tem, kako so stvari predstavljene namesto na dejstvih samih.[2]